# Tatort: Bitteres Brot
Bitteres Brot ist ein Fernsehfilm aus der Krimireihe Tatort. Er  wurde am 18. Januar 2004 auf Das Erste zum ersten Mal ausgestrahlt. Es ist der fünfte Fall des Konstanzer Ermittlerteams und die erste Episode, in der Klara Blum von ihrem neuen Kollegen Kai Perlmann unterstützt wird, der ab dieser Folge zur festen Besetzung der Konstanzer Reihe gehört.

## Handlung
Der Familienvater und Bäcker Eberhard Kemmerlang wird nach mehreren Jahren Haft aus dem Gefängnis entlassen. Er verbüßte eine Haftstrafe wegen sexuellen Missbrauchs seiner beiden Töchter Johanna und Lisbeth. Die Mädchen hatten in den Jahren ohne ihren Vater gemeinsam mit ihrer Mutter Sabine die Arbeit in der familieneigenen Bäckerei allein bestritten. 
Abends findet im Heimatort der Familie Kemmerlang das Walpurgisfest statt. Während Johanna dort ist, kümmert sich Lisbeth, die nachkommen will, um die Backstube, wo sie jedoch von einem Angreifer in den Backofen gesperrt wird und qualvoll verbrennt. Als ihre Leiche gefunden wird, entdeckt man auch Fußabdrücke im Mehlstaub und dass der innere Türgriff abgeschraubt wurde, weshalb von Mord auszugehen ist. 
Johanna verdächtigt sofort ihren Vater und fürchtet um ihr eigenes Leben. Dieser jedoch hat ein Alibi. Er hat zu dem Zeitpunkt des Verbrechens in einer anderen Bäckerei gearbeitet, wofür es auch Zeugen gibt. Bei der Untersuchung des Leichnams von Lisbeth stellt sich heraus, dass das Mädchen noch Jungfrau gewesen ist, es also keinen sexuellen Übergriff durch ihren Vater gegeben haben kann. Johanna gibt schließlich zu, dass sie und ihre Schwester diese Geschichte nur erfunden haben, um sich so von ihrem gewalttätigen Vater zu befreien. Umso mehr fürchtet sie die Rache ihres Vaters, denn sie ist sich sicher, er habe sowohl ihre Schwester umgebracht als auch den Mord an ihr selbst bereits geplant.
Kurz darauf wird eine Plastiktüte mit dem abmontierten Türgriff gefunden, in dem sich auch Kleidung Kemmerlangs befindet sowie ein Paar Schuhe in dessen Größe. Der ermittelnden Kommissarin Klara Blum kommt dies allerdings verdächtig vor, sie vermutet, dass die Indizien absichtlich so gelegt worden sind, um Kemmerlang zu belasten und verdächtigt Johanna. Auch ein in den Backofen eingeritztes „E“, von dem erst vermutet wurde, Lisbeth hätte damit auf ihren Mörder aufmerksam machen wollen, stellt sich als eine erst nach dem Mord gelegte Fährte heraus. Lisbeth hatte keine Möglichkeit diesen Buchstaben in den Ofen zu ritzen.
Kemmerlang wird zwar vorübergehend festgenommen, jedoch muss man ihn aufgrund seines Alibis wieder laufen lassen und nach kurzer Zeit beginnt er in der Bäckerei seiner Familie zu arbeiten. Als er dort allein mit seiner Tochter Johanna ist, gibt er preis, dass er Lisbeth ermordet hat und sie nun auch töten werde. Er habe die Fährten extra so gelegt, dass es so aussehen solle, als wolle Johanna ihm etwas anhängen. Dadurch, dass sie damals gelogen habe, würde man denken, sie hätte es auch dieses Mal getan. Er sperrt sie in eine Kammer, die mit Mehl aufgefüllt wird, um sie dort zu ersticken.
Blum und ihr neuer Kollege Oberkommissar Kai Perlmann finden zur selben Zeit heraus, dass Kemmerlang das Auto eines Arbeitskollegen gestohlen hatte und somit in seiner Pause sehr wohl den Mord an Lisbeth begehen konnte. Blum fährt schon einmal voraus zur Bäckerei Kemmerlang und kann mit Hilfe des gerade rechtzeitig eintreffenden Kollegen Perlmann Johanna aus der Mehlkammer retten und Eberhard Kemmerlang festnehmen.

## Hintergrund
Der Film ist der fünfte Teil der Reihe um das Konstanzer Ermittlerteam. Sebastian Bezzel gibt in dieser Folge seinen Einstand in der Rolle des Kai Perlmann. Bezzel löst Ercan Özçelik ab, der in drei Tatort-Folgen die Assistentenrolle an Klara Blums Seite übernommen hatte. Für Bezzel geht damit sein Wunsch in Erfüllung längerfristig im Tatort mitzuspielen. Von ihm soll der Satz stammen: „Das Wichtigste für mich an der neuen Rolle ist die Chance, mit einer Partnerin wie Eva Mattes zusammenzuarbeiten.“
Die Dreharbeiten fanden in Konstanz und Baden-Baden statt.

## Rezeption

### Einschaltquoten
Bei ihrer Erstausstrahlung wurde diese Tatort-Folge von 8,42 Mio. Zuschauern verfolgt, was einem Marktanteil von 24,4 % entsprach.

### Kritik
TV Spielfilm gab für Humor und Anspruch je einen von drei Punkten und für Spannung zwei Punkte, was zum Gesamturteil „Daumen hoch“ führte und meinte, „das erstklassig besetzte, doppelbödige Familiendrama überzeug[e] mit klugen Wendungen.“ Fazit: „Ein gnadenlos guter Fall vom Bodensee.“
Kino.de kam zu dem Schluss, dass es sich um eine „überzeugend gespielte Episode“ handele, der es gut gelinge, „mit den Zuschauererwartungen zu spielen.“
Tilmann P. Gangloff urteilte für Tittelbach.tv, dass dieser Krimi „Routine made by Bodensee“ sei, „angereichert mit Dramaturgie-Klischees, die dieser Reihe eigentlich unwürdig [seien]. Allein der neue schnöselige Kollege bring[e] Farbe ins Spiel.“
Die Berliner Zeitung war der Ansicht, dass „die renommierte Autorin Dorothee Schön, die zuvor bereits die Scripte für die Konstanzer Fälle ‚1000 Tode‘ und ‚Stiller Tod‘ vorlegte, hier gekonnt in die Welt einer Familie [eintauche], die dem fortwährenden Missbrauch durch den Vater ausgesetzt war und nach dessen Entlassung erneut in eine schier aussichtslose Situation gerät.“ Die Empfehlung lautete: „Sehenswert“.